# Municipio de Eksjö
Eksjö es un municipio situado en la provincia de Jönköping, en Suecia. Tiene una población estimada, a mediados de 2024, de 17 693 habitantes.

## División administrativa
Desde 2016 el municipio se divide en nueve distritos, que corresponden a las antiguas parroquias.
- Bellö
- Edshult
- Eksjö
- Hult
- Hässleby
- Höreda
- Ingatorp
- Kråkshult
- Mellby